# Johan Veenhof
Johan Gerardus Veenhof (Amerongen, 6 november 1933 – 4 april 1999) was een Nederlands auteur die boeken schreef over de Engelsen in de Tweede Wereldoorlog. Meerdere van zijn boeken boeken gaan over zee- en luchtslagen. 

## Leven en werk
Veenhof heeft tot zijn 32e jaar een opleiding genoten aan de bosbouwschool. Later kwam hij in contact met familie Leccius de Ridder, die was toen eigenaar van het Grebbebos. In 1966 werd Veenhof daar aangesteld als boswachter. Hij is 25 jaar lang boswachter geweest van Grebbeberg, Laarsenberg, Remmerdense Heide, De Blokken en de Blauwe Kamer. 
In 1975 schreef Veenhof zijn roman Mannen van het buitenspoor. Daarvoor schreef hij al romans over het leven op het platteland en schreef hij bijdragen voor natuurrubrieken. Later schreef hij  ook oorlogsboeken, kinderboeken en streekromans. In totaal schreef hij 104 boeken. Zijn laatste boek Manke Otje is postuum verschenen.
Veenhof was gehuwd en had drie kinderen.

### Oorlogsboeken
- Kruistocht naar Leningrad (1980) - deel 1
- Gevangenen in de Taiga (1980) - deel 2
- Vlucht uit de Taiga (1988) - deel 3
- De parachutisten vallen aan (1989)
- De vlammende horizon (1993)
- Toen het licht van de vrijheid ging schijnen (1995)
- De zon van de vrijheid is opgegaan (1996) - zie 'verzetsromanreeks' voor de voorafgaande delen van dit boek.
- Kleine mensen in een grote oorlog (1997)
- Tanksoldaten (1997; oorspr. 1983) - deel 1
- Tanks in de aanval (1997; oorspr. 1985) - deel 2
- Blauwe zee, ruisende palmen (1997) - deel 1
- Blauwe zee, brandend zand (1998) - deel 2
- De strijd van de partizanen (1998)
- Jong gestorven helden
- De totale oorlog (2010)
- Partizanen (1997)

#### Luchtslagen
- Luchtslag om Engeland (1990)
- Luchtslag bĳ nacht (1990)
- Luchtslag boven bezet gebied (1991)
- Luchtslag om Afrika (1991)
- Luchtslag boven het vasteland (1992)
- Luchtslag boven de Atlantikwall (1992)
- Luchtslag voor de vrijheid (1993)
- Luchtslag boven Europa (1993)
- Luchtslag boven Berlijn (1994)
- Luchtslag voor de bevrijding (1994)

Zeeslag
- Zeeslag bij Shetland (1995)
- Zeeslag bij Malta (1995)
- Zeeslag op de Atlantic (1996)
- Zeeslag bij Singapore (1996)
- Zeeslag onder de tropenhemel (1997) - ISBN 90-5551-095-5
- Zeeslag onder het noorderlicht (1997)
- Zeeslag voor Gibraltar (1998)
- Zeeslag in de Balkan (1998)
- Zeeslag in de Poolzee (1999)
- Zeeslag voor de bevrijding (1999)

#### Verzetsromanreeks
- Spionage en liefde in Siberië (1987)
- Zelfs de maan zal duister zijn (1994) - deel 1
- Morgen gloort de dageraad (1994) - deel 2
- Met de dageraad komt de zon op (1995) - deel 3
- Donkere wolken voor de zon (1995) - deel 4
- Als het morgenlicht gloort (1996) - deel 5
- De zon van de vrijheid is opgegaan (1996) - deel 6
- De parachutisten vallen aan
- Rode aarde (1996)

### Streekromans
- Eenzaam is de weg (deel 1)
- De weg naar het onbekende (deel 2)
- De weg naar huis (deel 3)
- De weg gaat verder (deel 4)
- Daggeldersvolk (deel 1)
- De boer van het smeulenkamp (deel 2)
- Volk van daggeldersafkomst (deel 3)
- Emmelien
- De Verschoppeling (1e druk 1985, Hardeman, Ede) - ISBN 978-90-336-0970-1
- Moeders tranen troosten niet (deel 1)
- Brood is ons gegeven (deel 2)
- Geen zicht op de toekomst
- In de schaduw bloeien rozen
- Kinderen van de straat (deel 1)
- Zonder strijd geen overwinning (deel 2)
- Als wilgen zingen in de nacht
- Mensen die in eenvoudig leven
- Vruchtbaar geurt de aarde
- Na de nacht gloort de morgen
- Manke Otje

- International Standard Name Identifier: 0000 0000 7504 7461
- Nederlandse Thesaurus van Auteursnamen: 069622140
- Virtual International Authority File: 236290963
- WorldCat: E39PBJvCTxy8pbpMGgdjPBdvpP